# Хлорит лития
Хлорит лития — неорганическое соединение,
соль лития и хлористой кислоты с формулой LiClO2,
бесцветное расплывающееся на воздухе вещество,
растворяется в воде.

## Получение
- Пропускание хлора через раствор гидроксида лития

{\displaystyle {\mathsf {4LiOH+2Cl_{2}\ {\xrightarrow {}}\ LiClO_{2}+3LiCl+2H_{2}O}}}
- Обменная реакция между сульфатом лития и хлоритом бария:

{\displaystyle {\mathsf {Li_{2}SO_{4}+Ba(ClO_{2})_{2}\ {\xrightarrow {}}\ 2LiClO_{2}+BaSO_{4}\downarrow }}}

## Физические свойства
Хлорит лития образует бесцветные расплывающееся на воздухе кристаллы
тетрагональной сингонии,
пространственная группа P 42/ncm,
параметры ячейки a = 0,47223 нм, c = 1,0298 нм
.
Растворяется в воде.
Из воздуха поглощает углекислый газ с образованием Li2CO3.